# Miss Teen International
Miss Teen International je mezinárodní soutěž krásy založena v roce 1966.

## Vítězky soutěže
| rok  | Vítězka                      | Země      |
| ---- | ---------------------------- | --------- |
| 1966 | Ewa Aulinová                 | Švédsko   |
| 1993 | Sofia Andersson              | Švédsko   |
| 1994 | Ana Carina Góis Homa         | Brazílie  |
| 1995 | Kristen Elizabeth Hungerford | Švédsko   |
| 1996 | Karina Renata Cavazzana      | Brazílie  |
| 1997 | Katherine González Rivera    | Portoriko |
| 1998 | Vanessa Martins Fernandes    | Brazílie  |
| 1999 | Carolina Raven Perez         | Aruba     |
| 2000 | Ayanette Mary Ann Statia     | Curaçao   |
| 2001 | Yara Lasanta                 | Portoriko |
| 2002 | Fabriella Quesada Sequeira   | Kostarika |
| 2003 | María Teresa Rodríguez       | Kostarika |
| 2004 | Lauryn Eagle                 | Austrálie |
| 2005 | Iris Marques de Andrade      | Brazílie  |
| 2006 | Mayra Matos                  | Portoriko |
| 2007 | Jenny Quiroga Bravo          | Mexiko    |
| 2008 | Isabele Sanchez              | Brazílie  |
| 2009 | Nazareth Cascante            | Kostarika |
| 2010 | Lynette Do Nascimento        | Aruba     |
| 2011 | Adriana Paniagua             | Nikaragua |
| 2012 | Valerie Hernandez            | Portoriko |

### Počet vítězství jednotlivých zemí
| Země      | Počet titulů | Roky vítězství               |
| --------- | ------------ | ---------------------------- |
| Brazílie  | 5            | 2008, 2005, 1998, 1996, 1994 |
| Portoriko | 3            | 2006, 2001, 1997             |
| Kostarika | 3            | 2009, 2003, 2002             |
| Švédsko   | 2            | 1995, 1993                   |
| Aruba     | 2            | 1999, 2010                   |
| Nikaragua | 1            | 2011                         |
| Mexiko    | 1            | 2007                         |
| Austrálie | 1            | 2004                         |
| Curaçao   | 1            | 2000                         |

## Úspěchy českých dívek
| Ročník                       | jméno a příjmení | umístění     |
| ---------------------------- | ---------------- | ------------ |
| Miss Teen International 2009 | Šárka Cojocarová | II. vicemiss |